# Skärvstenshög
Skärvstenshög är en kategori av fornlämningar på boplatser, i Skandinavien främst från yngre delen av bronsåldern. Skärvstenshögarna utgörs, som namnet antyder, främst av eldsprängd och skörbränd sten, men innehåller också kol, sot, hushållssopor och föremål som verkar vara nedlagda som offer. Ibland förekommer brandbegravningar i toppen och stencirklar i botten. Kol-14-dateringar visar att en skärvstenshög kunde bli påbyggd gång på gång under flera hundra år.
Skärvsten förekommer på boplatser från alla forntidens perioder och är en viktig indikation när man söker efter boplatser i åkermark. Förmodligen rör det sig om begagnad koksten som man hettat upp i elden och lagt i behållare med vatten i samband med matlagning eller uppvärmning, men skärvsten bildas också vid vanlig matlagning i kokgropar och i vanliga eldstäder, om än i mindre omfattning. Varför man producerade ovanligt mycket skärvsten och sedan lade upp den i högar under yngre bronsåldern är oklart. Anders Kaliff har dragit paralleller med fornindisk eldskult och föreslagit att skärvstenshögarna skall ses som altaren.